# コンプレックス・ブルー
『コンプレックス・ブルー』(COMPLEX BLUE)は1994年8月3日に公開されたフジテレビのビデオサスペンスシリーズの作品。ポニーキャニオンからVHSが発売されたが、現在はすでに絶版となっている。放映時間は105分。

## ストーリー
激しく雨の降る夜、ペニスを鋭利な刃物で切断された全裸の男の死体が発見されたところから物語が始まる。

## スタッフ
- 監督：若松節朗
- 脚本：水谷龍二
- 音楽：高見沢俊彦
- 主題歌：THE ALFEE-『COMPLEX BLUE -愛だけ哀しすぎて-』
- 企画：牛窪正弘
- プロデュース：渡邊光男

## キャスト
- 古尾谷雅人
- 沖直美
- 高杉亘
- 菜津子
- 渡辺哲
- 山田辰夫
- 石井愃一
- 新藤恵美

## 小説版
徳間書店から1994年6月に発売された。著者は水谷龍二。